# Улица Карла Либкнехта (Архангельск)
Улица Карла Либкнехта — улица в историческом центре Архангельска, проходит от Набережной Северной Двины до проспекта Советских Космонавтов. Одна из границ Петровского парка. Протяжённость улицы более километра.

## История

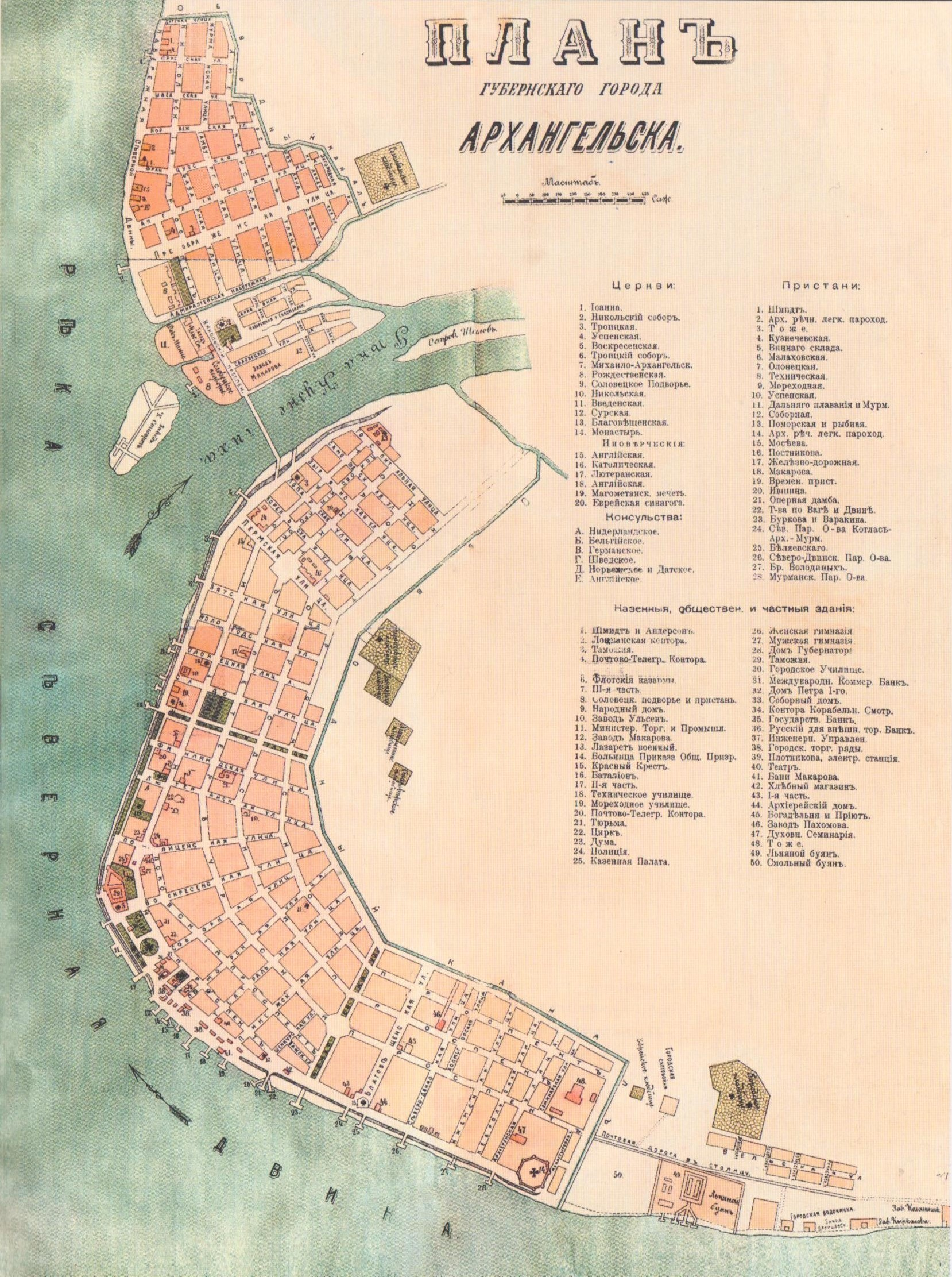
Карта Архангельска 1890 года

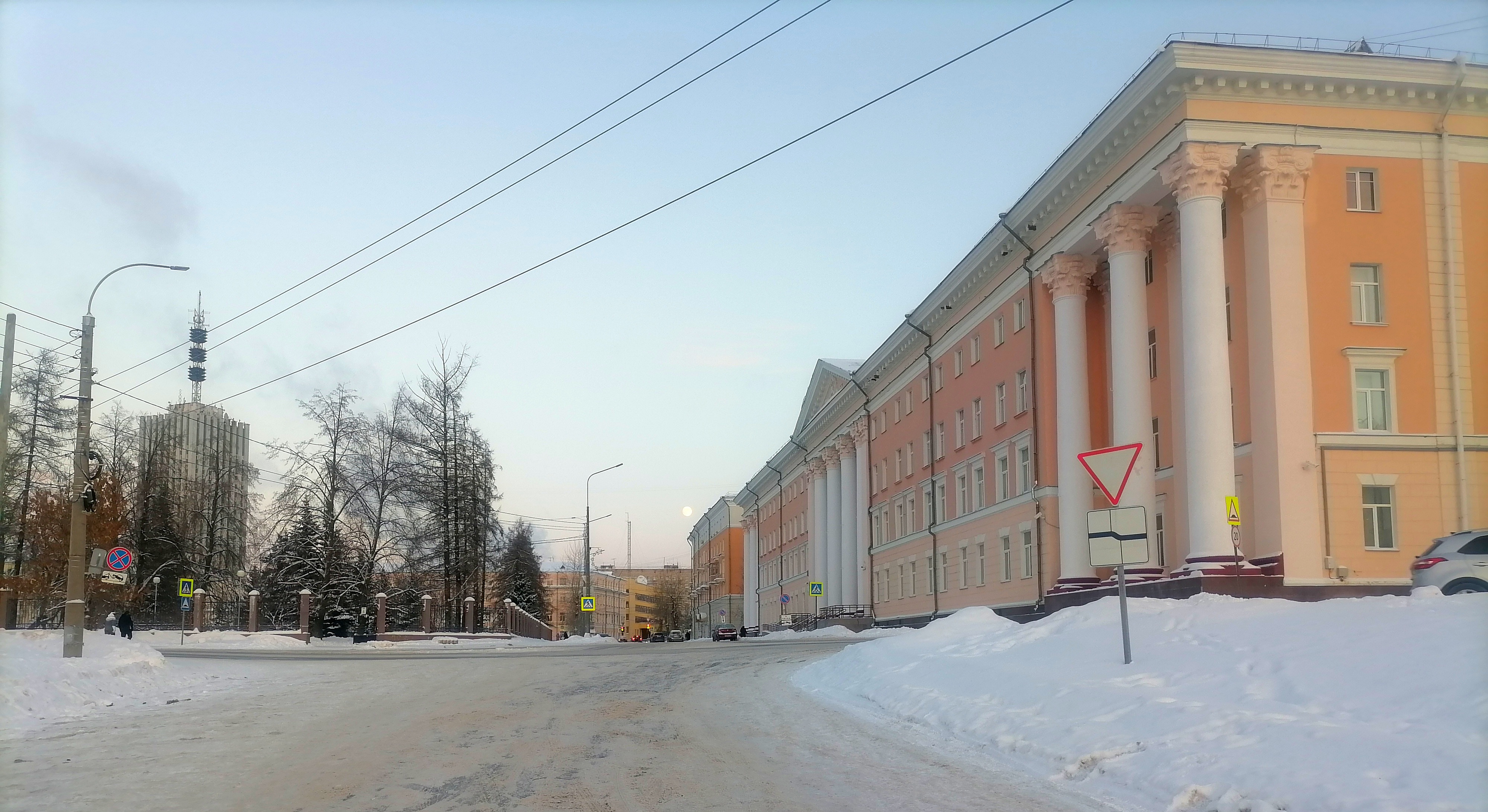
Начало улицы от Набережной Северной Двины

Историческое название — Соборная (Троицко-Соборная). Шла от самой крупной городской площади — Торговой (занимала территорию Набережной Северной Двины от Соборной до Театральной (ныне — Володарского) улиц. Название было дано по Троицкому кафедральному собору, находившемуся на месте сквера с фонтанами перед нынешним Архангельским драматическим театром имени М. В. Ломоносова в Петровском парке. 
Современное название в память немецкого коммуниста Карла Либкнехта (1871—1919) получила по решению пленума Архангельского уездгорисполкома 23 июля 1920 года (спустя всего лишь пять месяцев после освобождения Севера от антисоветских сил) в числе первых двадцати улиц города.
Ряд архитектурных памятников на улице утрачен

## Достопримечательности

Мемориальная доска Е. Овсянкину

д. 4 — Здание русского банка внешней торговли
д. 8/1 — Городская усадьба В. П. Карпова. Флигель деревянный
д. 8 — Городская усадьба В. П. Карпова. Флигель кирпичный
д. 8/58 — Городская усадьба В. П. Карпова. Главный дом
д. 53 — Усадьба А. А. Амосова

## Известные жители
д. 24 — Дом, в котором в 1929—1930 гг. жил и работал писатель А. П. Гайдар
д. 3, площадь Ленина — историк-краевед Е. И. Овсянкин (мемориальная доска)

## Галерея

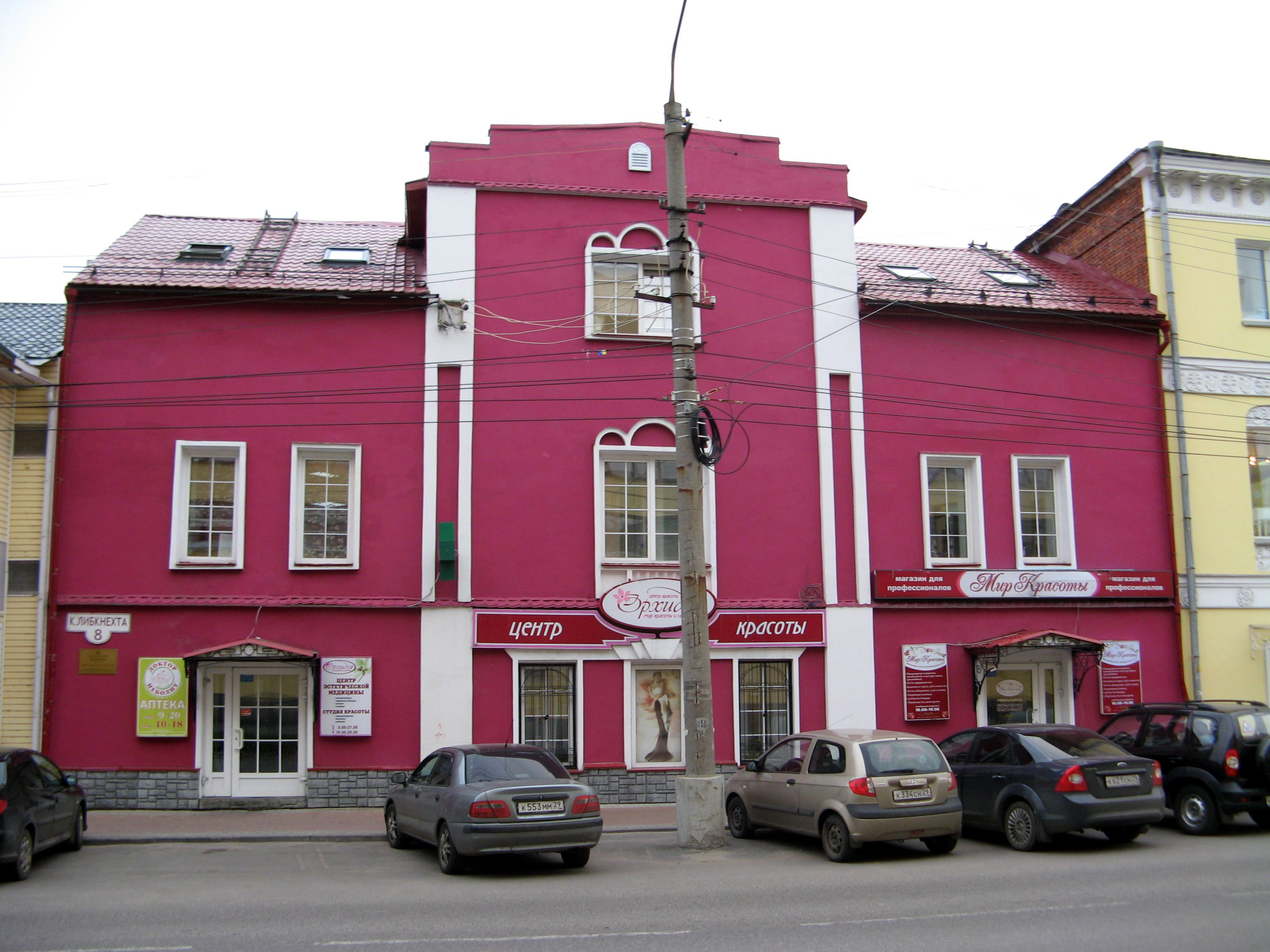
д. 8
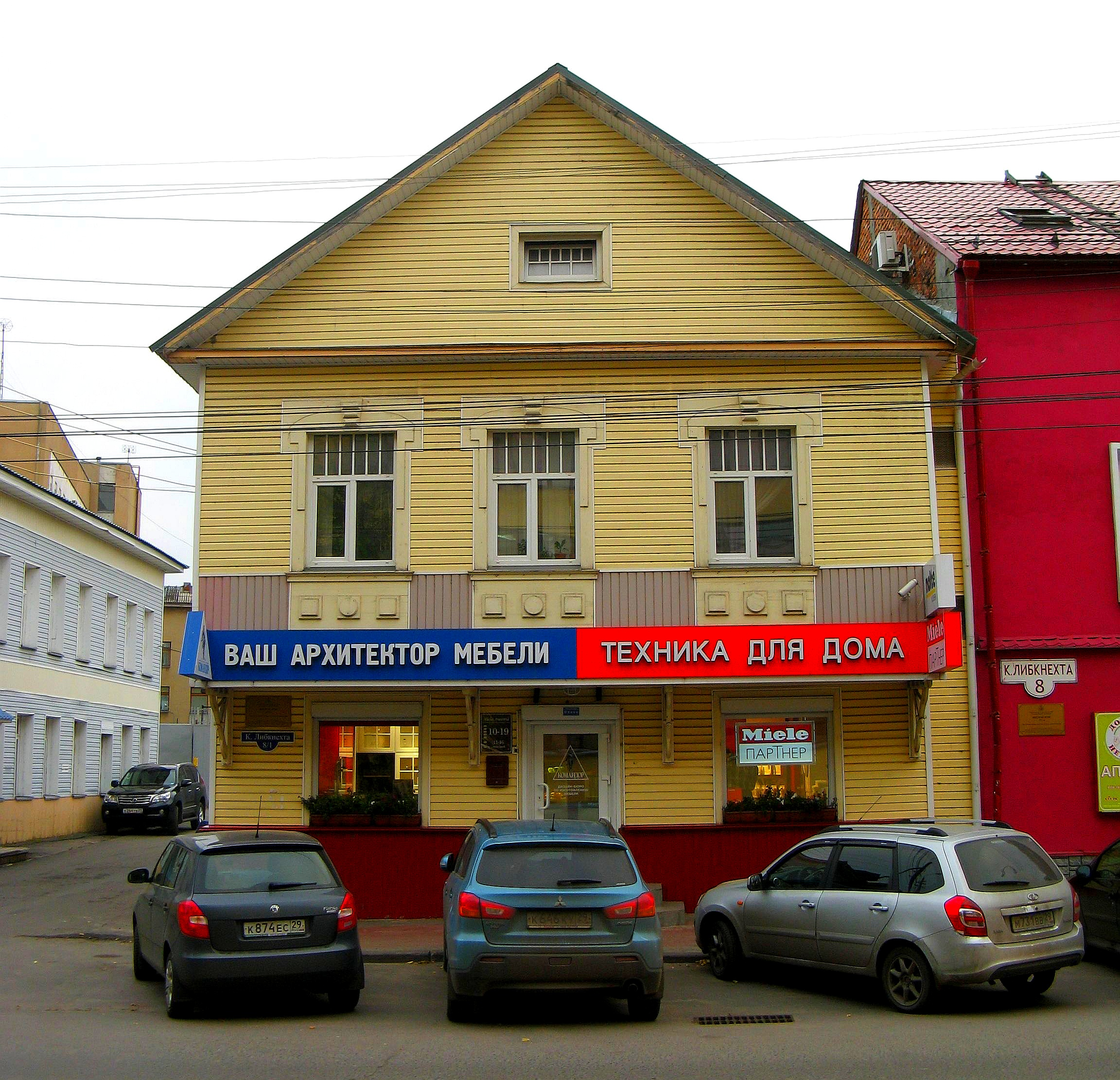
д. 8/1
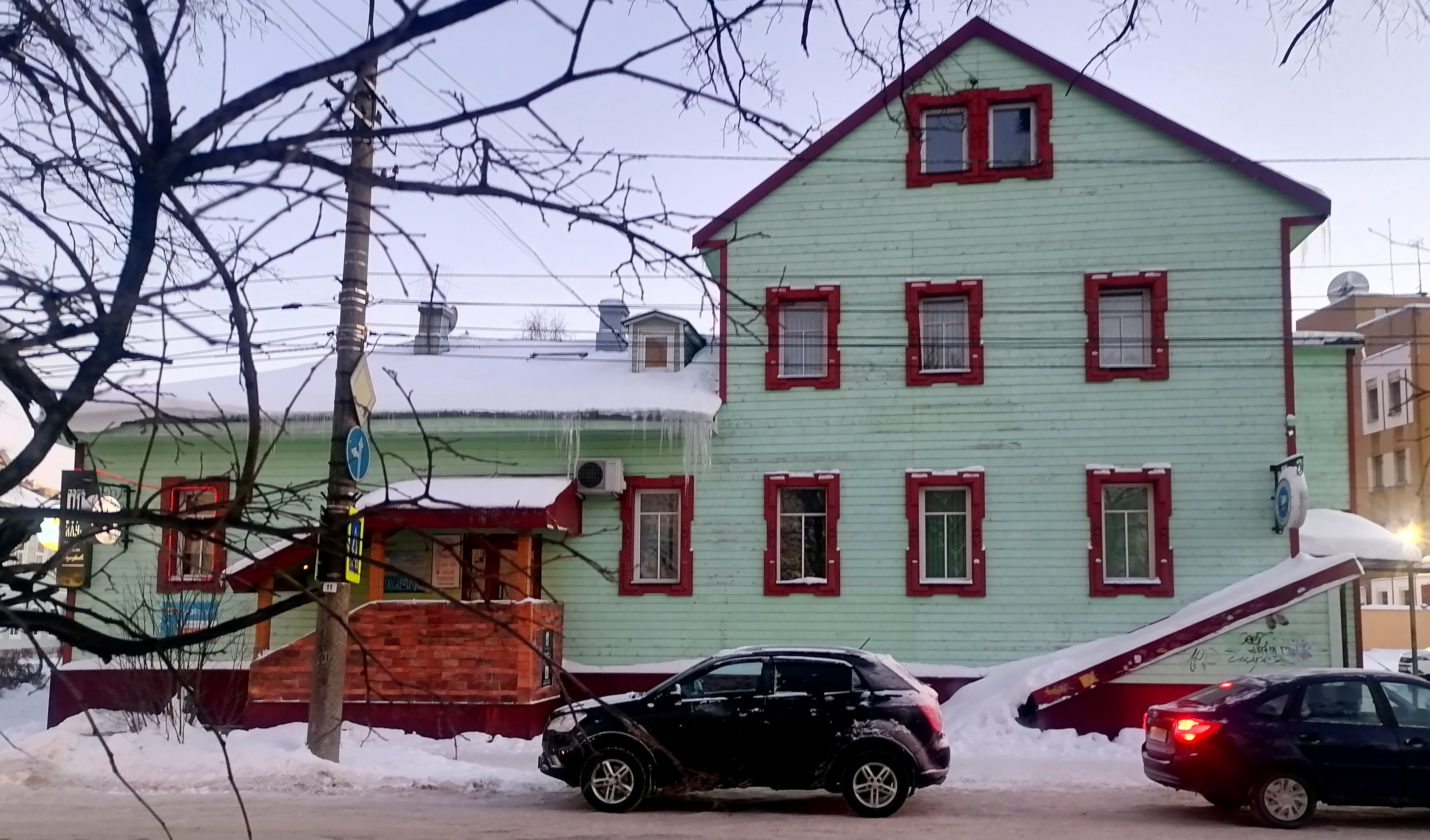
д. 14/49
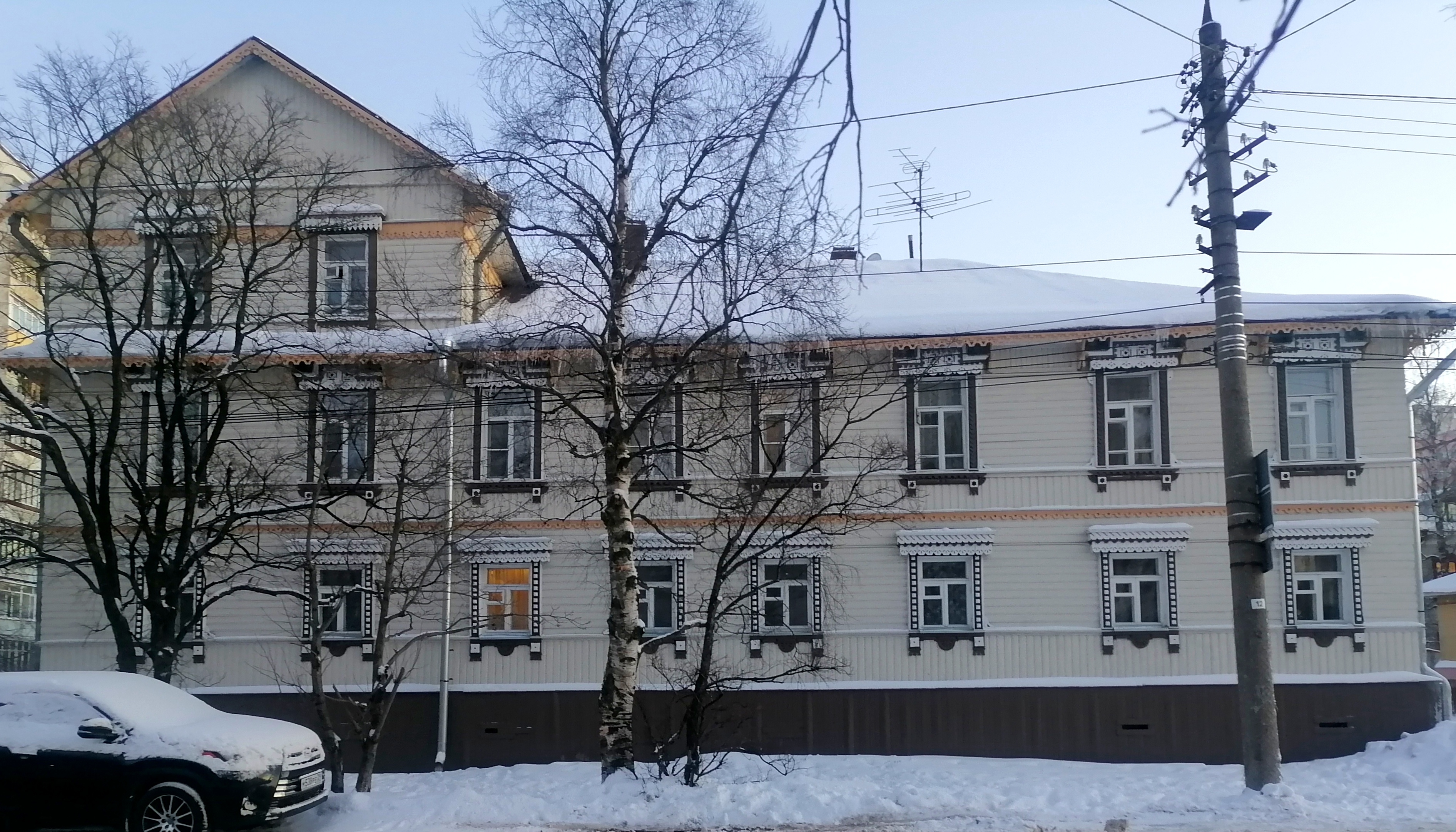
д. 16